# Fontaine du Perron

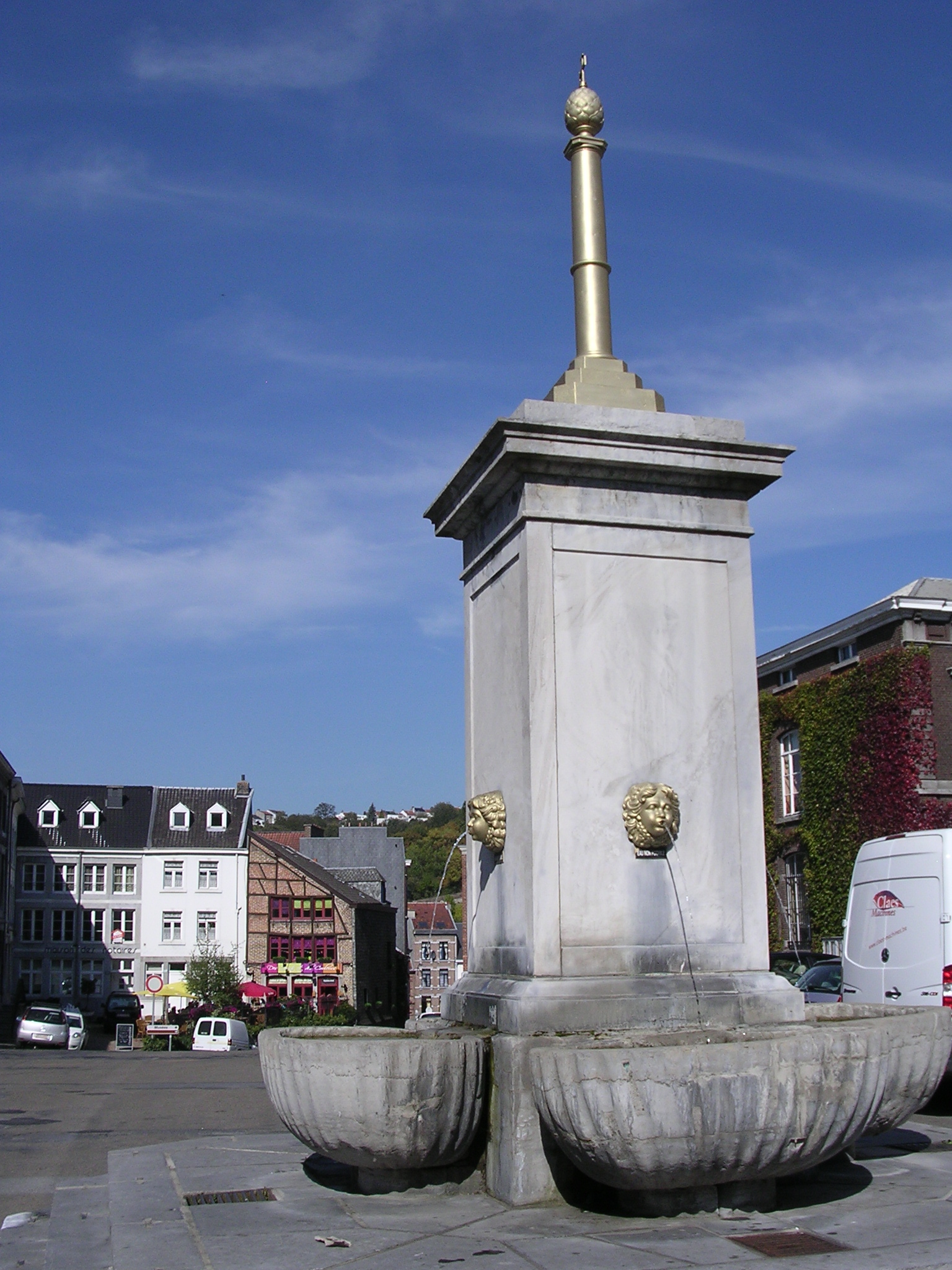
Fontaine du Perron

De Fontaine du Perron is een fontein die een eenheid vormt met het perroen van de Belgische stad Verviers.
De fontein bevindt zich voor het Stadhuis van Verviers aan het Place du Marché en werd opgericht in 1732. Op een platform bevindt zich een vierkante zuil, vervaardigd van kalksteen uit de omgeving van Verviers, met aan vier zijden een mascaron van een engeltje, dat water spuwt in een schelpvormige bak. Boven op de zuil is het perron geplaatst. Dit is uitgevoerd in brons en er boven op is een pijnappel en een kruis geplaatst, kenmerkend voor een perron.
De houten deur in de zuil vervangt een bronzen deur welke de wapenschilden bevatte van de toenmalige (1732) prinsbisschop van Luik en van de burgemeesters Simonis en Delmotte. Deze wapenschilden werden in 1830 verwijderd, tijdens de Belgische Revolutie.